# Blizikuće
Blizikuće är en liten bergsby vid Adriatiska havet i Montenegro. Den är belägen vid kustvägen mellan orterna Sveti Stefan och Petrovac na Moru i kommunen Budva. Folkmängden är osäker men det fanns ett trettiotal registrerade bostäder vid folkräkningen 2011.  Blizikuće betyder nära hem eller husen som ligger tätt. Byn drabbades hårt av en jordbävning 1979 men är nu i det närmaste helt återuppbyggd. Byinvånarna hade tidigare sina odlingar på terrasser runt byn och upp efter bergssluttningen. Efter jordbävningen 1979 har dock nästan all agrokultur upphört. Idag är turistnäringen helt dominerande och byn har flera Bed & Breakfast samt två restauranger. Området är i stadsplanen avsett för villabebyggelse som en förstad till Budva.
Infrastrukturen är dock dåligt utbyggd.